# Eozän
| ❮ | System          | Serie    | Stufe      | ≈ Alter (mya) |
| ❮ | später          | später   | später     | jünger        |
| - | --------------- | -------- | ---------- | ------------- |
| ❮ | P a l ä o g e n | Oligozän | Chattium   | 23,03 ⬍ 28,1  |
| ❮ | P a l ä o g e n | Oligozän | Rupelium   | 28,1 ⬍ 33,9   |
| ❮ | P a l ä o g e n | Eozän    | Priabonium | 33,9 ⬍ 38     |
| ❮ | P a l ä o g e n | Eozän    | Bartonium  | 38 ⬍ 41,3     |
| ❮ | P a l ä o g e n | Eozän    | Lutetium   | 41,3 ⬍ 47,8   |
| ❮ | P a l ä o g e n | Eozän    | Ypresium   | 47,8 ⬍ 56     |
| ❮ | P a l ä o g e n | Paläozän | Thanetium  | 56 ⬍ 59,2     |
| ❮ | P a l ä o g e n | Paläozän | Seelandium | 59,2 ⬍ 61,6   |
| ❮ | P a l ä o g e n | Paläozän | Danium     | 61,6 ⬍ 66     |
| ❮ | früher          | früher   | früher     | älter         |

Das Eozän ist in der Erdgeschichte eine chronostratigraphische Serie (= Zeitintervall) innerhalb des Paläogens. Das Eozän begann vor etwa 56 Millionen Jahren und endete vor etwa 33,9 Millionen Jahren und ist die zweite Serie des Paläogens (siehe Geologische Zeitskala). Dem Eozän folgte das Oligozän und ging das Paläozän voraus.

## Namensgebung und Geschichte
Benannt ist das Eozän nach der griechischen Göttin der Morgenröte Eos, griech. ἔος bzw. ἠώς und griech. καινός = „neu, ungewöhnlich“. Der Name wurde von Charles Lyell 1847 geprägt.

## Definition und GSSP
Die Basis des Eozän (und des Ypresium) ist eine ausgeprägte Änderung im Kohlenstoff-Isotopen-Verhältnis („Carbon Isotope Excursion“). Die Obergrenze (und damit die Untergrenze von Oligozän beziehungsweise Rupelium) wird durch das Aussterben der Foraminiferen-Gattung Hantkenina definiert. Der GSSP (= globaler Eichpunkt) des Eozäns (und der Ypresium-Stufe) ist das Dababiya-Profil in der Nähe von Luxor (Ägypten).

## Unterteilung
Das Eozän wird in drei Unterserien und vier chronostratigraphische Stufen unterteilt:
- Serie: Eozän (56–33,9 mya)
  - Unterserie: Obereozän (oder Oberes Eozän)
    - Stufe: Priabonium (38–33,9 mya)

  - Unterserie: Mitteleozän (oder Mittleres Eozän)
    - Stufe: Bartonium (41,3–38 mya)
    - Stufe: Lutetium (47,8–41,3 mya)

  - Unterserie. Untereozän (oder Unteres Eozän)
    - Stufe: Ypresium (56–47,8 mya)

Regional und im historischen Kontext finden bzw. fanden noch eine ganze Reihe anderer Stufennamen Verwendung, die aus verschiedenen Gründen entweder nur regional benutzt oder aufgegeben worden sind.

## Klima und Geographie
Am Übergang vom Paläozän zum Eozän erfolgte im Rahmen des Paläozän/Eozän-Temperaturmaximums ein weltweiter Temperaturanstieg von mindestens 6 °C, der durch eine starke Zunahme der atmosphärischen Kohlenstoffdioxid-Konzentration, wahrscheinlich unter Beteiligung von Methan beziehungsweise Methanhydrat, verursacht wurde und neben der Ausdehnung der tropischen Klimazone bis in höhere Breiten weiträumige Migrationsbewegungen von Flora und Fauna bewirkte. Als primärer Faktor für den nach geologischem Maßstab abrupt auftretenden Erwärmungsprozess gilt vielfach die vulkanische Aktivität der Nordatlantischen Magmatischen Großprovinz (englisch North Atlantic Igneous Province), die während der Bildung und Ausdehnung des Nordatlantiks bzw. der Trennung von Grönland und Europa entstand.
Bis in das Mittlere Eozän wies das Klima einen subtropischen bis tropischen Charakter auf, sodass sowohl in der Arktis als auch in südpolaren Regionen vorerst keine nennenswerten Eisbedeckungen auftraten. Nach dem Azolla-Ereignis (50/49 mya), bei gleichzeitiger Reduktion des atmosphärischen CO2-Levels, begann eine allmähliche und anfangs fast schleichende Abkühlung. Dennoch herrschte über weite Teile des Eozäns ein ausgeprägtes Warmklima. Mit der Zunahme des meridionalen Temperaturgradienten (der Temperaturdifferenz zwischen dem Äquator und den Polargebieten) beschränkten sich signifikante Klimaänderungen vorerst auf die höheren Breitengrade. Für die Antarktis ist eine deutliche, aber zeitlich begrenzte Abkühlungsphase vor 41 Millionen Jahren belegt, und Funde von Dropstones grönländischer Herkunft in Tiefseesedimenten des Nordatlantiks deuten auf die zeitweilige Existenz von Kontinentaleis vor 38 bis 30 Millionen Jahren auf Grönland hin. Der langsame Umschwung von warm- in kaltzeitliche Bedingungen wurde vom Klimaoptimum des Mittleren Eozäns (40 mya) für etwa 400.000 Jahre unterbrochen, wobei die genauen Ursachen dieser Erwärmungsphase noch weitgehend ungeklärt sind.
Ein scharfer klimatischer Einschnitt ereignete sich an der Eozän-Oligozän-Grenze vor 33,9 bis 33,7 Millionen Jahren. Ein wesentlicher Faktor dieser Veränderung war die Entstehung der heute etwa 480 Seemeilen breiten Drakestraße, die den Atlantik mit dem Pazifischen Ozean verbindet. Bis in das spätere Eozän waren die ehemals gondwanischen Kontinentalblöcke Antarktika und Südamerika noch über eine Landbrücke verbunden, bevor sich die Drakestraße allmählich zu öffnen begann. Durch die Öffnung entstand im Südpolarmeer der Antarktische Zirkumpolarstrom, der Antarktika von nun an im Uhrzeigersinn umkreiste und den Kontinent von der Zufuhr wärmeren Meerwassers abschnitt. Im Verlauf des Grande Coupure („Großen Einschnitts“) kam es, unter anderem in Europa, zu einem großen Artensterben, das mit einem markanten Temperaturrückgang an Land und in den Weltmeeren verknüpft war. Auffällig in dem Zusammenhang ist der steile Abfall der CO2-Konzentration in der Erdatmosphäre. Erreichte diese gegen Ende des Eozäns noch Werte von 700 bis 1.000 ppm, verringerte sie sich zu Beginn des Oligozäns um etwa 40 Prozent. Die bei einem CO2-Schwellenwert um 600 ppm einsetzende Vereisung des südpolaren Festlands vor rund 34 Millionen Jahren, zum Teil gesteuert von den veränderlichen Erdbahnparametern, markiert den Beginn des Känozoischen Eiszeitalters.

## Faunenentwicklung

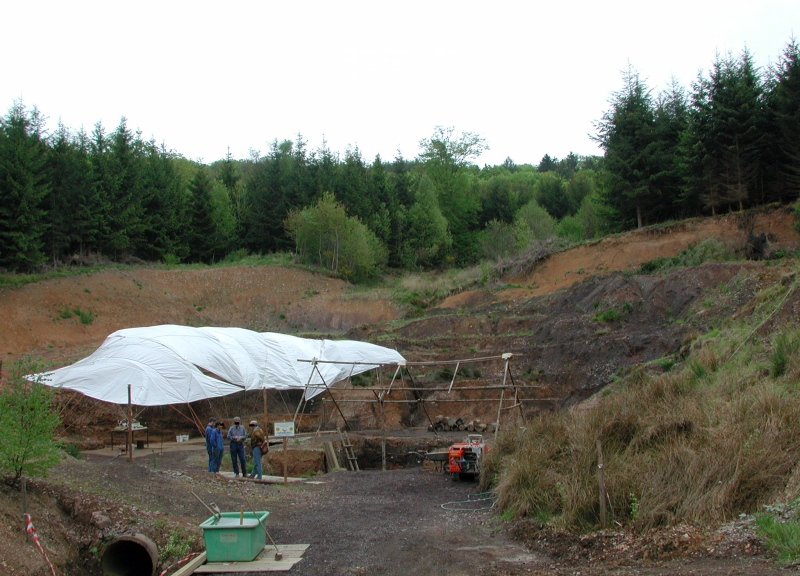
Fundstätte Eckfelder Maar

Wichtig im Eozän ist die sprunghafte Weiterentwicklung der Säugetiere. Die Ordnungen der Unpaarhufer, Fledertiere, Primaten und Nagetiere entstanden.

## Fossilfundstellen
Zu den berühmtesten Fundstellen aus dem Eozän in Deutschland gehören die Grube Messel bei Darmstadt (Hessen), das Geiseltal bei Halle (Saale) (Sachsen-Anhalt) und das Eckfelder Maar bei Manderscheid (Rheinland-Pfalz). Dort fand man fossile Reste von Insekten, Amphibien, Reptilien, Vögeln und Säugetieren. Zu dieser exotischen Tierwelt gehörten unter anderem Riesenameisen, Riesenschlangen, Krokodile, der bis zu zwei Meter hohe Riesenlaufvogel Diatryma, fuchsgroße Urpferde, Tapire, Ameisenbären, Schuppentiere, Urraubtiere und das bipede Leptictidium.